# Somonauk
Somonauk és una població dels Estats Units a l'estat d'Illinois. Segons el cens del 2008 tenia 1.832 habitants.

## Demografia
Segons el cens del 2000, Somonauk tenia 1.295 habitants, 500 habitatges, i 347 famílies. La densitat de població era de 819,7 habitants/km².
Dels 500 habitatges en un 34,4% hi vivien nens de menys de 18 anys, en un 58% hi vivien parelles casades, en un 8,2% dones solteres, i en un 30,4% no eren unitats familiars. En el 27,6% dels habitatges hi vivien persones soles el 15,4% de les quals corresponia a persones de 65 anys o més que vivien soles. El nombre mitjà de persones vivint en cada habitatge era de 2,59 i el nombre mitjà de persones que vivien en cada família era de 3,16.
Per edats la població es repartia de la següent manera: un 27,5% tenia menys de 18 anys, un 8,6% entre 18 i 24, un 28,8% entre 25 i 44, un 20,4% de 45 a 60 i un 14,7% 65 anys o més.
L'edat mediana era de 36 anys. Per cada 100 dones de 18 o més anys hi havia 87,1 homes.
La renda mediana per habitatge era de 45.370 $ i la renda mediana per família de 51.591 $. Els homes tenien una renda mediana de 40.156 $ mentre que les dones 23.690 $. La renda per capita de la població era de 19.110 $. Aproximadament el 2,2% de les famílies i el 5,4% de la població estaven per davall del llindar de pobresa.

## Poblacions més properes
El següent diagrama mostra les poblacions més properes.